# NHK Cup
La NHK Cup, il cui nome completo è NHK Cup TV Go Tournament (NHK杯テレビ囲碁トーナメント?, enu eichi kei hai terebi igo tōnamento), è un torneo professionistico di Go organizzato dalla Nihon Ki-in e sponsorizzato dal gruppo mediatico NHK.

## Torneo
Il torneo occupa quasi un anno di tempo. Infatti inizia nel mese di aprile e termina a marzo dell'anno seguente. Le partite sono trasmesse ogni domenica dalle 12:30 alle 14:00 (JST) sul canale  NHK Educational TV (NHK-E). Le trasmissioni sono presentate da una conduttrice (generalmente una giocatrice professionista) e commentate da un giocatore di alto livello. Se i tempi televisivi lo permettono, al termine della partita anche i due contendenti forniscono un loro commento. Prima del 1963 il torneo era trasmesso per radio.
Il torneo è organizzato con un formato a eliminazione diretta. Al via partecipano cinquanta giocatori professionisti, scelti tramite delle partite di qualificazione, che sono divisi in due gruppi da venticinque ciascuno, chiamati A e B. Il campione in carica, i detentori dei titoli principali e i giocatori con il dan più elevati sono esentati dal primo turno, che vede al via diciotto giocatori. I vincitori del primo turno affrontano coloro che ne erano stati esonerati negli ottavi di finale. I vincitori si qualificano ai quarti, poi alle semifinali e alla finale del gruppo di appartenenza. I vincitori dei due gruppi si affrontano per il titolo. 
Ogni partita si disputa con la formula di 30 secondi per mossa; ogni giocatore dispone inoltre di 10 periodi da un minuto ciascuno di tempo addizionale.
Il vincitore del torneo riceve una coppa e un premio di 5.000.000 di Yen (circa 40.000 euro) 

## Albo d'oro
| Edizione | Anno    | Vincitore           | Finalista          |
| -------- | ------- | ------------------- | ------------------ |
| 1.       | 1953    | Toshihiro Shimamura | Kaku Takagawa      |
| 2.       | 1954    | Kaoru Iwamoto       | Hosai Fujisawa     |
| 3.       | 1955    | Utarō Hashimoto     | Eio Sakata         |
| 4.       | 1956    | Eio Sakata          | Hosai Fujisawa     |
| 5.       | 1957    | Eio Sakata          | Minoru Kitani      |
| 6.       | 1958    | Eio Sakata          | Kaku Takagawa      |
| 7.       | 1959    | Minoru Kitani       | Hosai Fujisawa     |
| 8.       | 1960    | Eio Sakata          | Minoru Kitani      |
| 9.       | 1961    | Eio Sakata          | Utarō Hashimoto    |
| 10.      | 1962    | Utarō Hashimoto     | Hideyuki Fujisawa  |
| 11.      | 1963    | Eio Sakata          | Hideyuki Fujisawa  |
| 12.      | 1964    | Eio Sakata          | Hideyuki Miyashita |
| 13.      | 1965    | Shūkaku Takagawa    | Hideyuki Fujisawa  |
| 14.      | 1966    | Shōji Hashimoto     | Hosai Fujisawa     |
| 15.      | 1967    | Hideo Otake         | Shōji Hashimoto    |
| 16.      | 1968    | Hideyuki Fujisawa   | Hosai Fujisawa     |
| 17.      | 1969    | Rin Kaiho           | Eio Sakata         |
| 18.      | 1970    | Hideo Otake         | Yoshio Ishida      |
| 19.      | 1971    | Eio Sakata          | Hideo Otake        |
| 20.      | 1972    | Hideo Otake         | Shōji Hashimoto    |
| 21.      | 1973    | Rin Kaiho           | Masao Katō         |
| 22.      | 1974    | Hideo Otake         | Masaki Takemiya    |
| 23.      | 1975    | Eio Sakata          | Go Seigen          |
| 24.      | 1976    | Eio Sakata          | Masaki Takemiya    |
| 25.      | 1977    | Rin Kaiho           | Ohira Shuzo        |
| 26.      | 1978    | Tōno Hiroaki        | Takagi Shōichi     |
| 27.      | 1979    | Shōji Hashimoto     | Cho Chikun         |
| 28.      | 1980    | Hideyuki Fujisawa   | Takagi Shōichi     |
| 29.      | 1981    | Eio Sakata          | Sugiuchi Masao     |
| 30.      | 1982    | Cho Chikun          | Hideo Otake        |
| 31.      | 1983    | Kunihisa Honda      | Masaki Takemiya    |
| 32.      | 1984    | Shōji Hashimoto     | Ishida Yoshio      |
| 33.      | 1985    | Kōichi Kobayashi    | Masaki Takemiya    |
| 34.      | 1986    | Yoshio Ishida       | Rin Kaihō          |
| 35.      | 1987    | Masao Katō          | Ō Rissei           |
| 36.      | 1988    | Masaki Takemiya     | Satoru Kobayashi   |
| 37.      | 1989    | Yoshio Ishida       | Hideo Ōtake        |
| 38.      | 1990    | Norimoto Yoda       | O Meien            |
| 39.      | 1991    | Cho Chikun          | Ō Rissei           |
| 40.      | 1992    | Norimoto Yoda       | Masao Katō         |
| 41.      | 1993    | Hideo Ōtake         | Masao Katō         |
| 42.      | 1994    | Satoru Kobayashi    | Tetsuya Kiyonari   |
| 43.      | 1995    | Cho Chikun          | Satoru Kobayashi   |
| 44.      | 1996    | Ō Rissei            | Kōichi Kobayashi   |
| 45.      | 1997    | Norimoto Yoda       | Kunihisa Honda     |
| 46.      | 1998    | Norimoto Yoda       | Tōno Hiroaki       |
| 47.      | 1999    | Norimoto Yoda       | Toshiya Imamura    |
| 48.      | 2000    | Yoshio Ishida       | Cho Chikun         |
| 49.      | 2001    | Cho U               | Naoki Hane         |
| 50.      | 2002    | Tomoyasu Mimura     | Ō Rissei           |
| 51.      | 2003    | Kōichi Kobayashi    | Cho Chikun         |
| 52.      | 2004    | Cho U               | Norimoto Yoda      |
| 53.      | 2005    | Naoki Hane          | Toshiya Imamura    |
| 54.      | 2006    | Cho Chikun          | Satoshi Yuki       |
| 55.      | 2007    | Cho U               | Cho Chikun         |
| 56.      | 2008    | Satoshi Yuki        | Masaki Takemiya    |
| 57.      | 2009    | Satoshi Yuki        | Yūta Iyama         |
| 58.      | 2010    | Kimio Yamada        | Yoda Norimoto      |
| 59.      | 2011    | Satoshi Yuki        | Naoki Hane         |
| 60.      | 2012    | Satoshi Yuki        | Yūta Iyama         |
| 61.      | 2013    | Satoshi Yuki        | Rin Kono           |
| 62.      | 2014    | Atsushi Ida         | Ryo Ichiriki       |
| 63.      | 2015    | Cho U               | Rei Terayama       |
| 64.      | 2016    | Yūta Iyama          | Ryo Ichiriki       |
| 65       | 2017    | Yūta Iyama          | Tatsuya Shida      |
| 66       | 2018    | Ryo Ichiriki        | Yūta Iyama         |
| 67       | 2019    | Yūta Iyama          | Ryo Ichiriki       |
| 68       | 2020    | Ryo Ichiriki        | Yu Zhengqi         |
| 69       | 2021    | Ryo Ichiriki        | Shinji Takao       |
| 70       | 2022    | Seki Kotaro         | Ryo Ichiriki       |
| 71       | 2023-24 | Ryo Ichiriki        | Shibano Toramaru   |
| 72       | 2024    | Yu Zhengqi          | Yūta Iyama         |
| 73       | 2025    | in corso            | in corso           |

## Plurivincitori
| Giocatore           | Vittorie | Anni                                                      |
| ------------------- | -------- | --------------------------------------------------------- |
| Eio Sakata          | 11       | 1956-1958, 1960, 1961, 1963, 1964, 1971, 1975, 1976, 1981 |
| Hideo Otake         | 5        | 1967, 1970, 1972, 1974, 1993                              |
| Norimoto Yoda       | 5        | 1990, 1992, 1997, 1998, 1999                              |
| Satoshi Yuki        | 5        | 2008, 2009, 2011, 2012, 2013                              |
| Cho Chikun          | 4        | 1982, 1991, 1995, 2006                                    |
| Cho U               | 4        | 2001, 2004, 2007, 2015                                    |
| Ryo Ichiriki        | 4        | 2018, 2021, 2022, 2024                                    |
| Shoji Hashimoto     | 3        | 1966, 1979, 1984                                          |
| Rin Kaiho           | 3        | 1969, 1973, 1977                                          |
| Yoshio Ishida       | 3        | 1986, 1989, 2000                                          |
| Yūta Iyama          | 3        | 2016, 2017, 2019                                          |
| Utaro Hashimoto     | 2        | 1955, 1962                                                |
| Hideyuki Fujisawa   | 2        | 1968, 1980                                                |
| Kōichi Kobayashi    | 2        | 1985, 2003                                                |
| Toshihiro Shimamura | 1        | 1953                                                      |
| Kaoru Iwamoto       | 1        | 1954                                                      |
| Minoru Kitani       | 1        | 1959                                                      |
| Kaku Takagawa       | 1        | 1965                                                      |
| Hiroaki Tōno        | 1        | 1978                                                      |
| Kunihisa Honda      | 1        | 1983                                                      |
| Masao Katō          | 1        | 1987                                                      |
| Masaki Takemiya     | 1        | 1988                                                      |
| Satoru Kobayashi    | 1        | 1994                                                      |
| Ō Rissei            | 1        | 1996                                                      |
| Tomoyasu Mimura     | 1        | 2002                                                      |
| Naoki Hane          | 1        | 2005                                                      |
| Kimio Yamada        | 1        | 2010                                                      |
| Atsushi Ida         | 1        | 2014                                                      |
| Seki Kotaro         | 1        | 2022                                                      |
| Yu Zhengqi          | 1        | 2024                                                      |

## Vincitori onorari
Il titolo di "Campione NHK a vita" (名誉NHK杯選手権者?) viene attribuito ai giocatori che sono riusciti ad aggiudicarsi il torneo dieci volte in carriera. Finora solo Eio Sakata, con undici vittorie, si è aggiudicato tale onore.